# Tina Hermann
Tina Hermann (Ehringshausen, 5 de marzo de 1992) es una deportista alemana que compite en skeleton.
Ganó nueve medallas en el Campeonato Mundial de Skeleton entre los años 2015 y 2021, y cuatro medallas en el Campeonato Europeo de Skeleton entre los años 2016 y 2023.
Participó en dos Juegos Olímpicos de Invierno, ocupando el quinto lugar en Pyeongchang 2018 y el cuarto en Pekín 2022, en la prueba individual.

## Palmarés internacional
| Campeonato Mundial | Campeonato Mundial    | Campeonato Mundial | Campeonato Mundial |
| Año                | Lugar                 | Medalla            | Prueba             |
| ------------------ | --------------------- | ------------------ | ------------------ |
| 2015               | Winterberg (Alemania) | Medalla de oro     | Equipo mixto       |
| 2016               | Igls (Austria)        | Medalla de oro     | Individual         |
| 2016               | Igls (Austria)        | Medalla de oro     | Equipo mixto       |
| 2017               | Königssee (Alemania)  | Medalla de plata   | Individual         |
| 2017               | Königssee (Alemania)  | Medalla de plata   | Equipo mixto       |
| 2019               | Whistler (Canadá)     | Medalla de oro     | Individual         |
| 2020               | Altenberg (Alemania)  | Medalla de oro     | Individual         |
| 2021               | Altenberg (Alemania)  | Medalla de oro     | Individual         |
| 2021               | Altenberg (Alemania)  | Medalla de oro     | Equipo mixto       |
| Campeonato Europeo |                       |                    |                    |
| Año                | Lugar                 | Medalla            | Prueba             |
| 2016               | Sankt Moritz (Suiza)  | Medalla de plata   | Individual         |
| 2017               | Winterberg (Alemania) | Medalla de bronce  | Individual         |
| 2021               | Winterberg (Alemania) | Medalla de plata   | Individual         |
| 2023               | Altenberg (Alemania)  | Medalla de oro     | Individual         |